# @
「@」（半形：@，全形：＠）(at sign)，是英文词语“at a rate of”或简单地“at”，表示“以某一速率或比率”、“在”等意思。它是一现在常见的符号，因为在电子邮件地址中，它是用户名和邮件服务器的網域名稱之间的分隔符，该用法也有时被延伸除电子邮件外的其他网络服务，用于标识在该服务器上的身份标识。此外，「@」符號也被用作斯沃琪互联网时间（Swatch Internet Time）的前置符號，代表的是目前以「拍」（.Beat）做單位的時間。
“@”符号在Twitter、新浪微博等微博客网站，YouTube、Bilibili等视频网站也会使用到。例如，在Twitter中，在 @ 符号后边紧跟一个用户名可以让用户直接给对方发送訊息。例如，一条包含有@example的消息可以直接送达对方，并且在“Reply”中显示，同时，别人也能看到这条消息。
“@”的正式名称为commercial at，不过一般读作英文单词“at”。而根据其外形，中國大陸在20世纪末通常称其为「圈a」、「花a」或「小老鼠」，但是到21世纪初，中国大陆的网民受到百度贴吧等网上论坛的影响而改用“艾特”（英语“at”的音译）。在台灣普遍称之为「小老鼠」，而在香港與澳門則直接稱英文「at」，另外英文中也有“A-Tail”（带尾巴的a）、“monkey tail”（猴尾巴）和“asperand”等别名。

## 历史
关于该符号的起源有以下几种说法：
- 从商业上的“each at”（单价）发展而来，因为@看起来像是放在小“e”里面的小“a”。它被用于区分表示总价的“at”（只用一个字母“a”表示）或者“per.”。例如，“12 apples @ $1”（12个苹果，每个1美元）的价钱为12美元，而“12 apples at $1”（12个苹果共1美元）的价钱为1美元，所以将他们区分清楚很重要和必要；
- 中世纪的僧侣对拉丁单词（在，向，约）的简写，书写在數字旁；
- 希腊语的介词ανά的简写，意思为“以某一速率或比率”或者“每”；
- 有意大利学者宣称，其在義大利文藝復興时期，弗朗切斯科·拉比（Francesco Lapi）1537年5月4日签署的一份威尼斯商业文书上发现了符号@。[2]该文件是关于与皮澤洛的生意的，特别是秘鲁一个@的葡萄酒的价格；@表示双耳瓶（西班牙语和葡萄牙语：arroba）。而现时，单词“arroba”表示的即是at符号以及一个重量单位。这一用法中，该符号代表一个“双耳瓶”，这是一个根据每个标准双耳瓶的容量所制定的重量和容积单位，传入北欧后又有了现代“以某一速率或比率”的意思和用法。

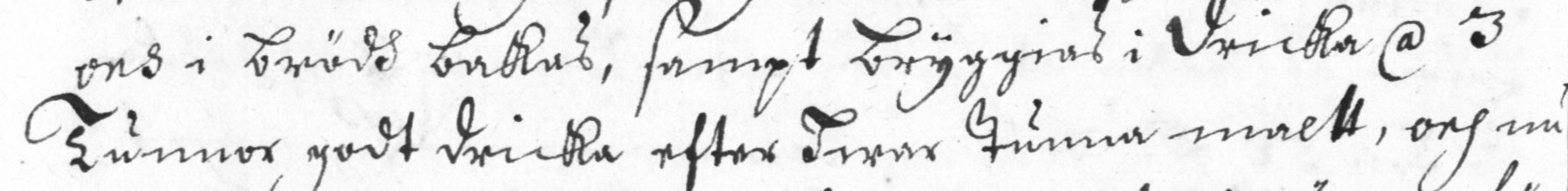
使用@来代表法语的“à”（意为“每”）的证据，出自1674年瑞典一低级法院和司法长官的协定（Arboga rådhusrätt och magistrat）

对at符号演变的假想

- 出自诺曼法语“à”，意思为“每”，例如“2 widget à £5.50 = £11.00”（每件5.50英镑，两件共11.00英镑）就是英国人在会计上一直使用到1990年代的一种速记形式。而在现代法语和瑞典语中仍有这样的用法。从这个角度看，@是人们为了书写简便（写à时笔尖要从纸上抬起来）而将à变形得来的，这种介于@和à之间的折衷写法在法国的路边市场上仍可见到。

纽约朗伯打字机公司1902年生产的朗伯打字机上开始包含@。这个字符也被收录于原始的1963年ASCII字符集中，不过这不足为奇，因为@本来就是一个标准的商业打字机字符（1961年的IBM电动打字机的键盘上带有）。

## 字符编码
“@”在 Unicode 共有三个变体，以下表格详细列出了在不同编码中“@”字符及其变体的编码方式。
|                        | @             | @             | ＠                      | ＠                      | ﹫                  | ﹫                  |
| ---------------------- | ------------- | ------------- | ----------------------- | ----------------------- | ------------------- | ------------------- |
| Unicode名称            | Commercial At | Commercial At | Fullwidth Commercial At | Fullwidth Commercial At | Small Commercial At | Small Commercial At |
| 编码                   |               |               |                         |                         |                     |                     |
| Unicode                | 40            | U+0040        | 16520                   | U+FF20                  | 16471               | U+FE6B              |
| UTF-8                  | 64            | 40            | 239 188 160             | EF BC A0                | 239 185 171         | EF B9 AB            |
| UTF-16                 | 64            | 0040          | 65312                   | FF20                    | 65131               | FE6B                |
| 字符值引用             | &#64;         | &#x40;        | &#65312;                | &#xFF20;                | &#65131;            | &#xFE6B;            |
| ASCII and extensions   | 64            | 40            |                         |                         |                     |                     |
| EBCDIC (037, 500, UTF) | 124           | 7C            |                         |                         |                     |                     |
| EBCDIC (1026)          | 174           | AE            |                         |                         |                     |                     |
| Shift JIS              | 64            | 40            | 129 151                 | 81 97                   |                     |                     |
| EUC-JP                 | 64            | 40            | 161 247                 | A1 F7                   |                     |                     |
| EUC-KR / UHC           | 64            | 40            | 163 192                 | A3 C0                   |                     |                     |
| GB 18030               | 64            | 40            | 163 192                 | A3 C0                   | 169 136             | A9 88               |
| Big5                   | 64            | 40            | 162 73                  | A2 49                   | 162 78              | A2 4E               |
| EUC-TW                 | 64            | 40            | 162 233                 | A2 E9                   | 162 238             | A2 EE               |
| LaTeX                  | \MVAt         | \MVAt         |                         |                         |                     |                     |